# Биссинг, Петрович
Петрович Биссинг (нем. Petrowitsch Bissing, настоящее имя Петер, нем. Peter; 1871, Екатериненштадт, Российская империя — 30 ноября 1961) — американский скрипач и музыкальный педагог.

## Биография
Сын немца-колониста Юстуса Биссинга. В 1875 г. семья Биссингов покинула Поволжье и вместе с двумя другими семьями перебралась в США, где в 1876 г. основала в штате Канзас немецкое поселение, названное Катариненштадт (как и покинутая ими поволжская колония). Здесь маленький Петер начал учиться музыке, играя на четырёхоктавном ручном органе, который сделал его отец. С восьми лет учился игре на скрипке, продолжил музыкальное образование в Чикагском колледже музыки, а затем в Консерватории Канзас-сити (у Франсуа Буше).
С 1880 г. Петер Биссинг, вместе с четырьмя своими братьями, играл в составе духового оркестра, в 1894 г. стал его руководителем. В 1901 г. он основал в городе Хейс собственную музыкальную школу, однако уже в 1903 г. отправился в Прагу, чтобы усовершенствовать исполнительское и педагогическое мастерство под руководством Отакара Шевчика. Вернувшись в США в 1906 г., Биссинг возродил свою музыкальную школу и в этот же период принял псевдоним Петрович Биссинг. В 1914 г. Биссинг перебрался в Чикаго, где некоторое время продолжал преподавать самостоятельно, а с конца 1910-х гг. преподавал в Чикагском колледже музыки; наиболее известный из его учеников — джазовый скрипач Эдди Саут. Выпустил учебное пособие «Разработка скрипичного вибрато» (англ. Cultivation of the Violin Vibrato Tone; 1914).
Помимо исполнительской и педагогической деятельностью, Биссинг занимался конструированием музыкальных инструментов. Изобретённый им в 1909 г. дольсет (англ. dolcette) — инструмент, сочетающий свойства фортепиано и арфы, — был изготовлен в количестве 50 экземпляров братом Биссинга Юстусом Биссингом-младшим (1861—1936) — конструктором и архитектором, автором ряда заметных для региона архитектурных сооружений. Однако предприятие по производству нового инструмента потерпело финансовый крах; уцелело пять инструментов, один из которых был приобретён в 1925 году Канзасским историческим музеем.